# Gouvernement Vitebsk
Het gouvernement Vitebsk (Russisch: Витебская губерния; Vitebskaja goebernija) was een gouvernement (goebernija) in het keizerrijk Rusland. Het grootste deel behoort nu tot Wit-Rusland, maar het noordelijke deel behoort tot het huidige Rusland en het uiterste noordwesten tot de huidige Letse landstreek Letgallen. 
Het gouvernement werd begrensd door de gouvernementen Smolensk, Mogiljow, Minsk, Vlnius, Koerland en Lijfland. De hoofdstad was Vitebsk.
Het gouvernement Vitebsk ontstond na het verkrijgen van het woiwodschap Vitebsk tijdens de Eerste Poolse Deling in 1772. Het gebied was vroeger bekend als het vorstendom Polotsk, dat later onderdeel werd van het groothertogdom Litouwen. In 1896 werd het gebied verenigd met het gouvernement Mogiljov tot het gouvernement Wit-Rusland. In 1802 werden de gouvernementen van elkaar gescheiden. Het gouvernement Vitebsk bestond tot 1924.